# 1157 Arabia
1157 Arabia là một tiểu hành tinh vành đai chính bay quanh Mặt Trời. Nó hoàn thành một chu kỳ quay quanh Mặt Trời là 6 năm. Nó được phát hiện bởi Karl Wilhelm Reinmuth ở Heidelberg, Đức ngày 31 tháng 8 năm 1929. Nó được đặt theo tên Arabian Peninsula. Tên ban đầu của nó là 1929 QC.